# Tunkio
Tunkio är klippor i Finland.   De ligger i landskapet Mellersta Österbotten, i den centrala delen av landet, 400 km norr om huvudstaden Helsingfors.
Terrängen runt Tunkio är mycket platt. Havet är nära Tunkio åt nordväst. Runt Tunkio är det glesbefolkat, med 13 invånare per kvadratkilometer. Närmaste större samhälle är Himango, 7,4 km sydost om Tunkio. I omgivningarna runt Tunkio växer i huvudsak blandskog.